# Sisyrnodytes aterrimus
Sisyrnodytes aterrimus là một loài ruồi trong họ Asilidae. Sisyrnodytes aterrimus được Engel miêu tả năm 1929. Loài này phân bố ở vùng nhiệt đới châu Phi.